# Molophilus repandus
Molophilus repandus är en tvåvingeart som beskrevs av Alexander 1923. Molophilus repandus ingår i släktet Molophilus och familjen småharkrankar. Inga underarter finns listade i Catalogue of Life.